# Гратион
Грати́он (др.-греч. Γρατίων) — один из ста пятидесяти змееногих гигантов. Рождён богиней земли Геей от капель крови бога неба Урана, брат гекатонхейров, циклопов и титанов.
Принимал участие в гигантомахии. Был сражён стрелой Артемиды.